# Iwajuku
Koordinaten: 36° 23′ 57,5″ N, 139° 17′ 8,6″ O

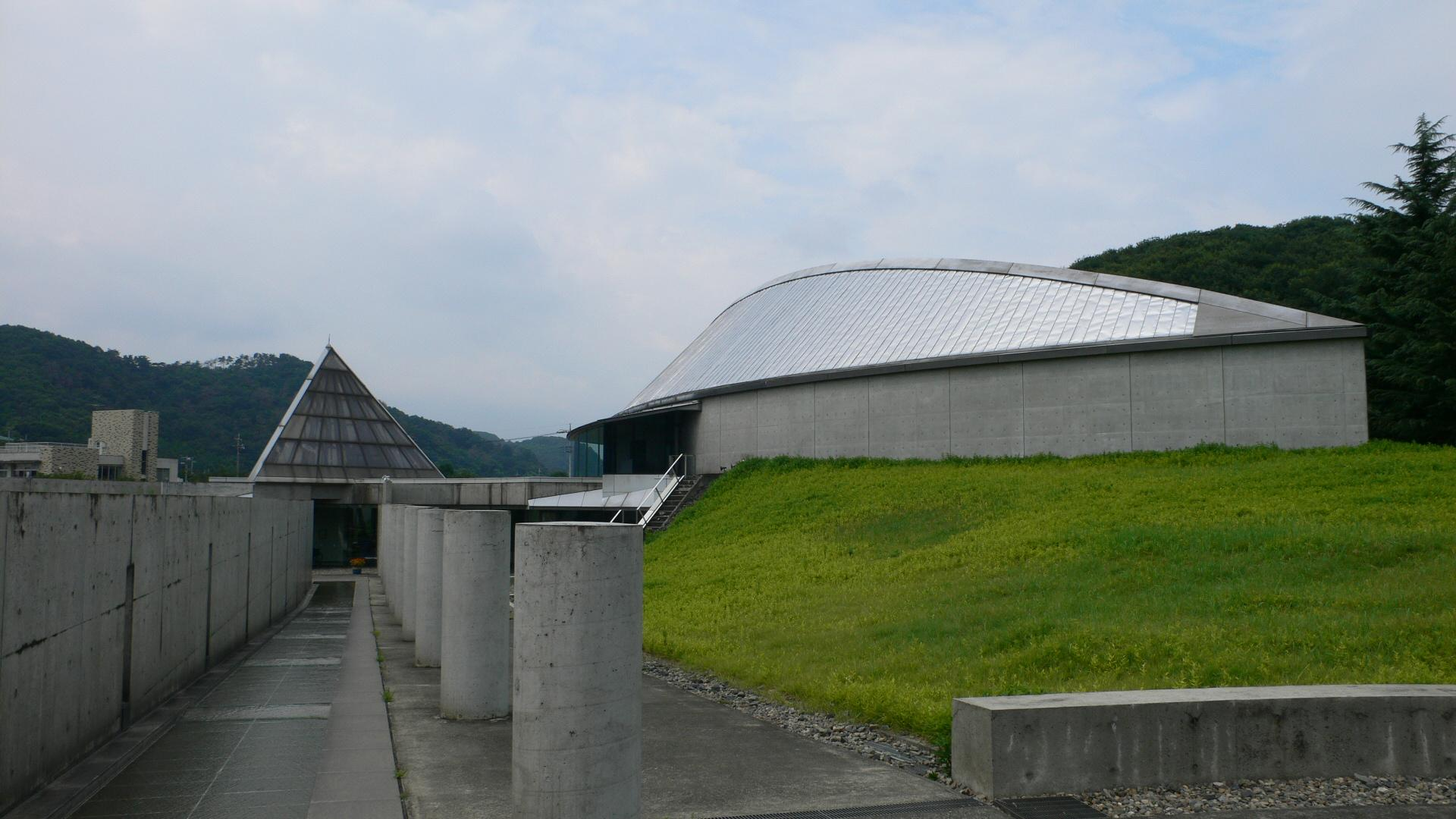
Das Iwajuku-Museum, das die paläolithischen Funde aufbewahrt und ausstellt.

Iwajuku (japanisch 岩宿遺跡, Iwajuku iseki) ist ein bedeutender archäologischer Fundort in Japan. Iwajuku befindet sich in Kasagake, Midori in der Präfektur Gunma. Die Fundstätte liegt im Südosten des Vulkans Akagi am rechten Ufer des Flusses Watarase, der die Ashino-Gebirgskette durchbricht und in die Hügel Inariyama (稲荷山) und Kotohirayama (琴平山) teilt. Sie wurde 1979 zur historischen Stätte deklariert.

## Überblick
Der Amateurarchäologe Aizawa Tadahiro (1926–1989) entdeckte 1946 zunächst Mikrolithe. In der Hoffnung Tonwaren zu entdecken, suchte er das heute als Iwajuku B Fundstätte bezeichnete Areal ab und fand schließlich weitere Steinwerkzeuge in einer rötlichen Kulturschicht (Kantō-Loam). Dieser Neufund veranlasste ihn bei den Archäologen Sugihara Sōsuke und Chōsuke Serizawa an der Meiji-Universität vorzusprechen, um die Ausgrabungen an dieser Stelle zu intensivieren. Durch die Untersuchung konnte die Existenz zweier Kulturschichten aus der Steinzeit bestätigt werden. Die untere Kulturschicht, die dunkle Kazuma Lehmschicht, mehrere Meter dick, etwa 1,3 bis 1,5 m tief und auf ca. 25. bis 30.000 v.H. datiert, enthielt 29 Steingeräte aus Kieselschiefer darunter auch zwei polierte Steinbeile und Kerne aus Schieferton. Es folgte die Kantō-Lehmschicht (関東ローム層) aus verschiedenen verwitterten Vulkanaschen, die sich durch Ausbrüche unterschiedlicher Vulkane abgelagert hatte; darunter auch die Aira-Tn-Ascheschicht. In einer Tiefe von ca. 0,8 m befanden sich 180 kleine Werkzeuge wie Pfeilspitzen und Rückenmesser aus Obsidian, Achat und Andesit.
Die Funde brachten den Beweis für die Anwesenheit des Menschen in Japan vor 10.000 v. Chr., also noch vor der Jōmon-Zeit, und stellten damit die ältesten Zeugnisse menschlicher Besiedelung in Japan dar.
Die Stadt Midori unterhält neben dem „Iwajuku Museum“ (岩宿博物館, Iwajuku Hakubutsukan), das Fundstücke von der Ausgrabung zeigt, auch ein webbasiertes Informationssystem über regionale Bodenkulturdenkmäler, das mithilfe verschiedener, auch bildgestützter Indizes durchsucht werden kann.